# Hannah Auchentaller
Hannah Auchentaller (* 28. März 2001 in Innichen, Südtirol) ist eine italienische Biathletin. Sie wurde 2022 Juniorenweltmeisterin und startet seither im Weltcup. Im Februar 2023 gewann sie mit der Damenstaffel auch den Weltmeistertitel bei den Senioren.

## Sportliche Laufbahn

### Erfolge im Juniorenbereich
Hannah Auchentallers erster internationaler Auftritt erfolgte bei den Juniorenweltmeisterschaften 2019, wo als bestes Ergebnis Rang 6 mit der Jugendstaffel heraussprang. Ihre erste Medaille gewann sie im Jahr darauf in der Lenzerheide mit Linda Zingerle und Rebecca Passler, die Staffel kam 1,4 Sekunden hinter den siegreichen Norwegern ins Ziel. Zudem wurde Auchentaller Siebte im Sprint und Neunte des Einzels. Im Winter 2020/21 bestritt sie zwar nicht viele Rennen, gewann bei der Junioren-WM aber erneut Staffelsilber. Zudem lief die Italienerin erste IBU-Cup-Rennen und kam gleich bei ihrem ersten Auftritt in Obertilliach auf den fünften Rang im Kurzeinzel. Im September 2021 gewann sie bei den italienischen Meisterschaften hinter Lisa Vittozzi und Samuela Comola die Bronzemedaille im Einzel. Auch zu Beginn der Folgesaison gelang Auchentaller beim Verfolger von Idre Platz 5, woraufhin sie beim Sprint von Östersund ihren ersten Einsatz im Weltcup bekam und das Rennen auf Rang 81 von 113 Athleten abschloss. Der Höhepunkt des Winters war erneut die Juniorenweltmeisterschaft, wo es für Auchentaller im Verfolger hinter Tereza Voborníková die erste Einzelmedaille gab. Ihr erstes Gold gewann sie ebenfalls, mit Rebecca Passler, Linda Zingerle und Beatrice Trabucchi war sie als Schlussläuferin der italienischen Staffel siegreich.

### Etablierung im Weltcup und WM-Titel

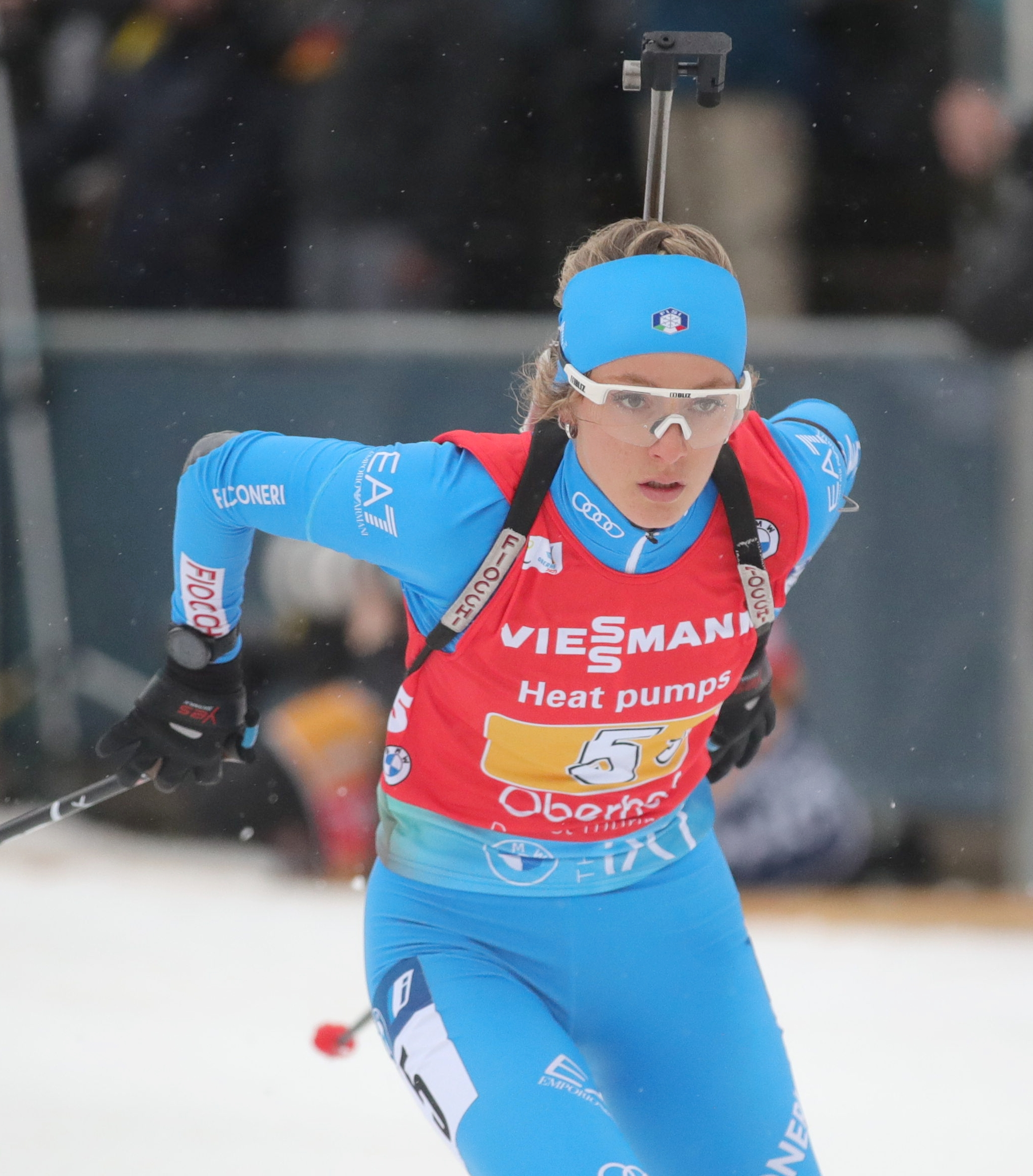
Auchentaller während des WM-Staffelbewerbs 2023

Zu Beginn des Winters 2022/23 verbesserte Auchentaller mit Rang vier in Idre ihr bis dahin bestes Resultat im Sprint und durfte daraufhin beim Weltcup von Le Grand-Bornand starten, bei welchem sie das Verfolgungsrennen erreichte. Im neuen Kalenderjahr stieg die 21-jährige dann in Osrblie hinter ihrer Landsfrau Eleonora Fauner erstmals auf ein Podest im IBU-Cup, eine Woche später folgte im kurzen Einzelbewerb auf der Pokljuka sogleich der erste Sieg. Mit diesen Ergebnissen ergatterte sich die Antholzerin das Startrecht für ihren Heimweltcup, bei dem sie den Verfolger erreichte und dort mit Rang 33 erste Weltcuppunkte einfuhr sowie ihren Platz in der Damenstaffel sicherte, die nach einer Strafrunde von Auchentaller das Podest knapp verfehlte. Weiterhin war sie Teil der Weltmeisterschaften in Oberhof, wo sie nach drei Top-30-Platzierungen ihren ersten Massenstart erreichte. Die größte Aufmerksamkeit bekam sie allerdings im Staffelrennen, welches die Italienerin, an dritter Stelle laufend, als Führende von Samuela Comola und Dorothea Wierer übernahm. Sie benötigte lediglich einen Nachlader und übergab, weiterhin in Führung liegend, an Lisa Vittozzi, die ohne Schießfehler blieb und als erste die Ziellinie überquerte. Damit war Auchentaller Teil der ersten siegreichen italienischen Weltmeisterstaffel. Am Saisonende erzielte sie mit Rang 17 im Einzel von Östersund ihre beste Weltcupplatzierung und startete in einem weiteren Massenstart, den sie als 22. abschloss. Zudem war sie zusammen mit Patrick Braunhofer bei den nationalen Meisterschaften im Single-Mixed-Rennen siegreich.
Eher enttäuschend verlief der Beginn der Saison 2023/24: Auchentaller erzielte bis in den Januar lediglich einmal Weltcuppunkte und bekam deshalb auch nicht die Chance, erneut an Weltmeisterschaften teilzunehmen. Stattdessen lief die Italienerin bei der EM und gewann dort zusammen mit Nicola Romanin, Nicolò Betemps und Beatrice Trabucchi die Bronzemedaille im Mixedbewerb. Angestachelt davon siegte sie eine Woche später am Arber zum zweiten Mal in einem IBU-Cup-Wettkampf und stieß daraufhin in Oslo wieder zur Nationalmannschaft. Am gleichen Ort qualifizierte sich Auchentaller nach Rang 20 im Einzel für den Massenstart, den sie auf Platz 14 und damit einer persönlichen Bestleistung abschloss, in der Mixedstaffel verhinderten zwei Strafrunden Tommaso Giacomels ihren ersten Weltcuppodestplatz.
In den Winter 2024/25 fand Auchentaller stark hinein. Im ersten Trimester lief sie in sechs von sieben teilgenommenen Rennen die Punkteränge, darunter fiel auch ihr erster Top-10-Platz im Sprint von Le Grand-Bornand und Rang 13 im Massenstart am gleichen Ort. Bei den Weltmeisterschaften kam als Bestergebnis Platz 21 im Einzel zustande, mit der Frauen- und Mixedstaffel gelangen ihr im Saisonverlauf drei Top-5-Platzierungen. Nach Saisonende krönte sich Auchentaller in Abwesenheit von Dorothea Wierer und Lisa Vittozzi zur italienischen Meisterin im Massenstart.

## Persönliches

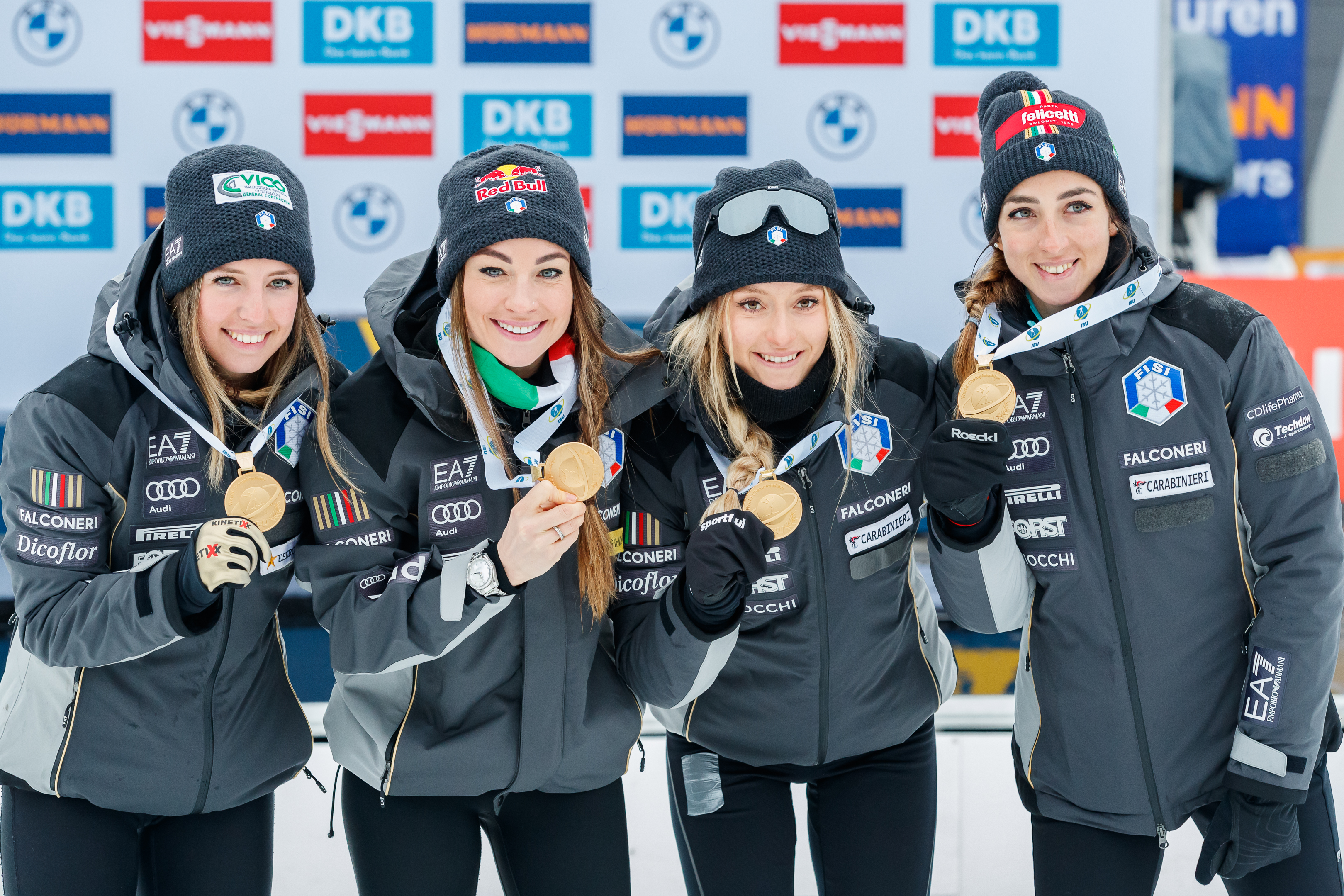
Auchentaller (2.v.r.) nach dem Gewinn der Goldmedaille bei der WM 2023 mit Samuela Comola, Dorothea Wierer und Lisa Vittozzi

Auchentaller lebt in Antholz Niedertal. Sie ist die Tochter des heutigen US-amerikanischen Nationaltrainers Armin Auchentaller.

## Statistiken

### Weltcupplatzierungen
Die Tabelle zeigt alle Platzierungen (je nach Austragungsjahr einschließlich Olympische Spiele und Weltmeisterschaften).
- 1.–3. Platz: Anzahl der Podiumsplatzierungen
- Top 10: Anzahl der Platzierungen unter den ersten zehn (einschließlich Podium)
- Punkteränge: Anzahl der Platzierungen innerhalb der Punkteränge (einschließlich Podium und Top 10)
- Starts: Anzahl gelaufener Rennen in der jeweiligen Disziplin
- Staffel: inklusive Mixed- und Single-Mixed-Staffeln

| Platzierung               | Einzel | Sprint | Verfolgung | Massenstart | Staffel | Gesamt |
| ------------------------- | ------ | ------ | ---------- | ----------- | ------- | ------ |
| 1. Platz                  |        |        |            |             |         |        |
| 2. Platz                  |        |        |            |             |         |        |
| 3. Platz                  |        |        |            |             |         |        |
| Top 10                    |        | 1      |            |             | 9       | 10     |
| Punkteränge               | 3      | 6      | 6          | 3           | 10      | 28     |
| Starts                    | 6      | 16     | 11         | 3           | 10      | 46     |
| Stand: Saisonende 2024/25 |        |        |            |             |         |        |

### Weltcupwertungen
Ergebnisse bei Biathlon-Weltcups (Disziplinen- und Gesamtweltcup) gemäß Punktesystem:
| Saison  | Einzel | Einzel | Sprint | Sprint | Verfolgung | Verfolgung | Massenstart | Massenstart | Gesamt | Gesamt |
| Saison  | Platz  | Punkte | Platz  | Punkte | Platz      | Punkte     | Platz       | Punkte      | Platz  | Punkte |
| ------- | ------ | ------ | ------ | ------ | ---------- | ---------- | ----------- | ----------- | ------ | ------ |
| 2021/22 | –      | –      | –      | 000    | –          | –          | –           | –           | –      | 000    |
| 2022/23 | 39.    | 24     | –      | –      | 53.        | 19         | 39.         | 18          | 57.    | 061    |
| 2023/24 | 41.    | 27     | 80.    | 006    | –          | –          | 34.         | 27          | 60.    | 060    |
| 2024/25 | –      | 0      | 28.    | 104    | 41.        | 39         | 39.         | 28          | 40.    | 171    |

### Weltmeisterschaften
Die Tabelle zeigt alle Platzierungen bei Weltmeisterschaften:
| Weltmeisterschaften | Weltmeisterschaften | Einzelwettbewerbe | Einzelwettbewerbe | Einzelwettbewerbe | Einzelwettbewerbe | Staffelwettbewerbe | Staffelwettbewerbe | Staffelwettbewerbe |
| Jahr                | Ort                 | Einzel            | Sprint            | Verfolgung        | Massenstart       | Damenstaffel       | Mixedstaffel       | S.-M.-Staffel      |
| ------------------- | ------------------- | ----------------- | ----------------- | ----------------- | ----------------- | ------------------ | ------------------ | ------------------ |
| 2023                | Oberhof             | 22.               | 33.               | 32.               | 29.               | 1.                 | –                  | –                  |
| 2025                | Lenzerheide         | 21.               | 46.               | 40.               | –                 | 7.                 | 7.                 | –                  |

### Europameisterschaften

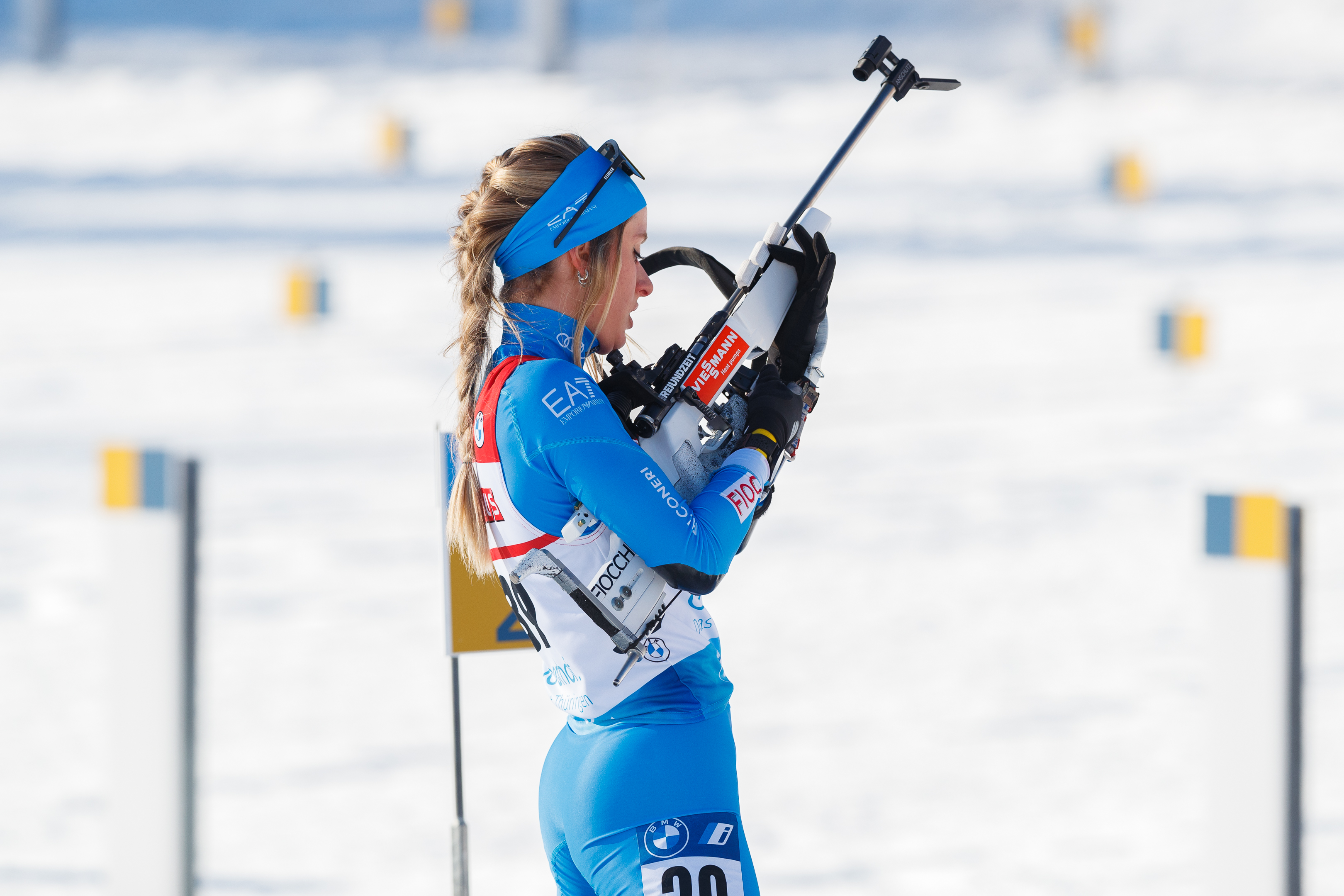
Auchentaller beim Liegendschießen

Die Tabelle zeigt alle Platzierungen bei Europameisterschaften: 
| Europameisterschaften | Europameisterschaften | Einzelwettbewerbe | Einzelwettbewerbe | Einzelwettbewerbe | Staffelwettbewerbe | Staffelwettbewerbe |
| Jahr                  | Ort                   | Einzel            | Sprint            | Verfolgung        | Mixedstaffel       | S.-M.-Staffel      |
| --------------------- | --------------------- | ----------------- | ----------------- | ----------------- | ------------------ | ------------------ |
| 2022                  | Arber                 | 23.               | 52.               | 13.               | 18.                | –                  |
| 2024                  | Osrblie               | 15.               | 14.               | 22.               | 03.                | –                  |

### Jugend-/Juniorenweltmeisterschaften
Auchentaller nahm bis 2020 an den Jugend-, ab 2021 an den Juniorenwettkämpfen teil.
| Weltmeisterschaften | Weltmeisterschaften | Einzelwettbewerbe | Einzelwettbewerbe | Einzelwettbewerbe | Damenstaffel |
| Jahr                | Ort                 | Einzel            | Sprint            | Verfolgung        | Damenstaffel |
| ------------------- | ------------------- | ----------------- | ----------------- | ----------------- | ------------ |
| 2019                | Osrblie             | 33.               | 16.               | 25.               | 6.           |
| 2020                | Lenzerheide         | 9.                | 7.                | 35.               | 2.           |
| 2021                | Obertilliach        | 19.               | 12.               | 23.               | 2.           |
| 2022                | Soldier Hollow      | 8.                | 7.                | 2.                | 1.           |

### IBU-Cup-Siege
| Nr. | Datum         | Ort      | Disziplin  |
| --- | ------------- | -------- | ---------- |
| 1.  | 13. Jan. 2023 | Pokljuka | Kurzeinzel |
| 2.  | 1. Feb. 2024  | Arber    | Sprint     |